# Euphaedra aberrans
Euphaedra aberrans är en fjärilsart som beskrevs av Otto Staudinger 1891. Euphaedra aberrans ingår i släktet Euphaedra och familjen praktfjärilar. Inga underarter finns listade i Catalogue of Life.